# Michael Teuber
Michel Teuber (Eisleben, 15 de Agosto de 1524 — Wittenberg, 15 de Setembro de 1586) foi um jurista alemão. Teuber se matriculou no verão de 1537 na Universidade de Wittenberg, depois mudou-se para a Universidade de Ingolstadt, retornando em seguida para Wittenberg, onde em 1544 adquiriu o grau acadêmico de Mestrado da Faculdade de Filosofia. Pouco depois, frequentou a Faculdade de Direito com Hieronymus Schurff e Konrad Mauser (1500-1548), onde, em 13 de janeiro de 1550 graduou-se como Doutor em Direito.
Foi promovido como Professor do Código da Faculdade de Direito e, em 28 de julho de 1550 tornou-se assessor do Tribunal Superior de Wittenberg. Em seguida, vamos encontrá-lo como chanceler do bispo de Cammin. Ele também atuou como consultor e embaixador em Braunschweig, Mecklemburgo, Pomerânia e Aschersleben, onde trabalhou como Conselheiro Privado.
Teuber também participou das tarefas de organização da Universidade de Wittenberg. Em 1554, 1565, 1576 e 1583, ocupou o cargo de reitor da Alma Mater. De seu casamento com Eufrosina († 6 de julho de 1586), filha de Benedikt Pauli (1490-1552), são conhecidos três filhos: Benedikt, Michael e Andreas († 23 de junho de 1584, com 23 anos). "

## Obras
- Oratio De Vita Clarissimi Viri Hieronymi Schurffii I. U. Doctoris - 1554
- Orationes de Arcadio & Honorio. Wittenberg 1572
- Oratio de Arcadio et Honorio imperatoribus. -Witebergae, Jo. Schwertel - 1572
- Erklärung, was bey Anstellung und Vollführung der Processe, vornehmlich am Cammer-Gerichte, in acht zu nehmen. In einem Sammelband, Leipzig 1598
- Resolutio qvinqvaginta qvaestionum. Frankfurt 1599
- Quinquaginta quaestionum insignium, ad juris communis, Saxonici, et electoris Sax. constitutionum provincialium declarationem pertinentium: quarum pleraeque ex Michaelis Teuberi ... adversariis desumptae, & excerptae sunt, accuratior & plenior tractatio & resolutio - 1599
- De modo docendi, discendi & exercendi jura. 1605
- Notwendige Erklärung, was bei Anstellung und Vorführung der Prozeß ... - 1609
- D. Michaelis Teuberi Weiland Ordinarij der Juristen Facultet zu Wittemberg ... - 1623